# 奧伊倫 (明尼蘇達州)
奧伊倫（英語：Oylen）是位於美國明尼蘇達州沃迪納縣萊昂斯鎮區的一個非建制地區。

## 地理
奧伊倫所處的海拔為高於海平面398米（即1306英呎），而該地所採用的時區為UTC-6，即北美中部時區（CST）。同時該地設有夏令時間，為UTC-6調快一小時，即UTC-5（CDT）。